# 한국골재협회
한국골재협회(韓國骨材協會, Korea Aggregates Association)는 골재채취기술의 향상과 골재채취업의 건전한 발전을 도모하기 위하여 설립된 법정단체이다. 서울특별시 송파구 백제고분로 401, 골재회관 7층에 있다.

## 설립 근거
- 골재채취법[2]

## 연혁
- 1993년 7월 9일 한국골재협회 창립총회. 초대 장군섭 회장 취임
- 1993년 7월 15일 건설교통부 장관 한국골재협회 설립인가
- 1993년 7월 20일 건설교통부 장관 인가 법인설립등기
- 1995년 3월 9일 제2대 장군섭 회장 취임
- 1998년 3월 5일 제3대 장군섭 회장 취임
- 2001년 3월 15일 제4대 정도원 회장 취임
- 2003년 9월 15일 한국골재협회 공제사업 인허가
- 2004년 4월 21일 제5대 박예식 회장 취임
- 2007년 3월 15일 제6대 박예식 회장 취임
- 2010년 5월 17일 제7대 박예식 회장 취임
- 2013년 3월 28일 제8대 박도문 회장 취임

## 조직

### 회장
- 산림골재협의회
- 바다골재협의회
- 수중골재협의회
- 육상골재협의회
- 선별파쇄협의회

### 부회장
| 협회관리이사 기획관리실 기획진흥 총무인사 회원관리실 수중/육상/파쇄골재지원팀 바다골재지원팀 고객관리팀 위탁업무지원팀 | - 보증영업팀 - 기획영업팀 |

## 지회
| - 서울경기지회 - 인천지회 | - 강원지회 | - 충북지회 | - 대전·충남지회 | - 전북지회 | - 광주·전남지회 | - 대구·경북지회 | - 부산·경남지회 | - 제주지회 |

## 같이 보기
- 한국골재협회공제조합